# Presidentsverkiezingen in de Oranje Vrijstaat 1855
De presidentsverkiezingen in de Oranje Vrijstaat van 15 mei 1855 waren de tweede verkiezingen voor het ambt van staatspresident van de Oranje Vrijstaat. Jacobus Nicolaas Boshof werd uit vier kandidaten gekozen door het Vrijstaatse volk.

## Geschiedenis
De verkiezingen vonden plaats precies een jaar na de eerste verkiezingen in 1854, die door Josias Philip Hoffman werden gewonnen. 
Hoffman was slechts voor enkele maanden staatspresident. Hij werd gedwongen ontslag te nemen vanwege een politiek schandaal, waarbij hij als vriendschappelijk gebaar een vat buskruit had geschonken aan het stamhoofd van de Basotho, Moshoeshoe I. Men vond dit een zeer onverstandig besluit vanwege de spanningen tussen de Boeren en de Basotho, en het feit dat Hoffman het geschenk in eerste instantie probeerde te verbergen voor de Volksraad.
Hoffman weigerde aanvankelijk af te treden, maar toen een groepje Boeren, aangevoerd door enkele leden van de Volksraad, bezit hadden genomen van het fort en hun kanonnen hadden gericht op de presidentiële woning, besloot Hoffman zijn ambt neer te leggen. Zijn ambt werd tijdelijk waargenomen door de Samengestelde Commissie voor bestuur van de Regering van de Oranje Vrijstaat, waarvan Koos Venter de voorzitter was. Ondertussen werden nieuwe verkiezingen uitgeschreven.

## Uitslag[2]
| Kandidaat               | Stemmen | Percentage |
| ----------------------- | ------- | ---------- |
| Jacobus Nicolaas Boshof | 1.188   | 77,80%     |
| Jacobus Johannes Venter | 180     | 11,79%     |
| Andries du Toit         | 137     | 8,97%      |
| Josias Philip Hoffman   | 22      | 1,44%      |
| Totaal                  | 1.527   | 100,00%    |

Presidentsverkiezingen: 1854 · 1855 · 1859 · 1863 · 1868 · 1873 · 1878 · 1883 · 1888 · 1893 · 1896